# Ломатка
Ломатка — река в России, протекает в Республике Мордовия. Левый приток реки Штырма.

## География
Река Ломатка берёт начало около села Капасово. Течёт в южном направлении. Устье реки находится у села Ломаты в 38 км по левому берегу реки Штырма. Длина реки составляет 28 км, площадь водосборного бассейна — 125 км².

## Данные водного реестра
По данным государственного водного реестра России относится к Верхневолжскому бассейновому округу, водохозяйственный участок реки — Сура от Сурского гидроузла и до устья реки Алатырь, речной подбассейн реки — Сура. Речной бассейн реки — (Верхняя) Волга до Куйбышевского водохранилища (без бассейна Оки).
Код объекта в государственном водном реестре — 08010500312110000036920.